# Serra d'El-Rei
Serra d'El-Rei est une freguesia portugaise du district de Leiria située dans la sous-région de l’Ouest.
Avec une superficie de 9,16 km2 et une population de 1 377 habitants (2001), la paroisse possède une densité de 150,3 hab/km2.
Serra d'El-Rei est officiellement devenue un village le 1er juin 2003.

## Patrimoine
- Palais da Serra d'El-Rei ou Paço de D. Pedro I